# The Joy Luck Club
The Joy Luck Club (chinês tradicional: 喜福會, chinês simplificado: 喜福会, pinyin: Xǐ Fú Huì; bra: O Clube da Felicidade e da Sorte; prt: O Clube da Sorte e da Alegria) é um filme de drama americano de 1993 sobre as relações entre mulheres sino-americanas e suas mães imigrantes chinesas. Foi dirigido por Wayne Wang e estrelado por Tsai Chin, Kieu Chinh, Lisa Lu, France Nuyen, Rosalind Chao, Lauren Tom, Tamlyn Tomita, e Ming-Na Wen. O filme é baseado no romance homônimo de 1989, de Amy Tan, que co-escreveu o roteiro com Ronald Bass. O filme foi produzido por Bass, Tan, Wang e Patrick Markey, enquanto Oliver Stone atuou como produtor executivo. Quatro mulheres mais velhas, todas imigrantes chinesas que vivem em São Francisco, reúnem-se regularmente para jogar mahjong, comer e contar histórias. Cada uma dessas mulheres tem uma filha adulta sino-americana. O filme revela o passado oculto das mulheres mais velhas e das suas filhas e como as suas vidas são moldadas pelo choque das culturas chinesa e americana à medida que se esforçam por compreender os seus laços familiares e entre si.
O desenvolvimento do projeto começou quando Wang abordou Tan em 1989, na época do lançamento do romance. Preocupados com a complexa narrativa do romance e o desenvolvimento do personagem, eles se uniram a Bass em janeiro de 1990, que adicionou uma festa de despedida que não estava no romance original e dublagens para comprimir a narrativa do filme sem alterar o enredo principal. A Carolco Pictures inicialmente apoiou o projeto até 1990, quando os cineastas recusaram o contrato por não receberem o controle criativo que exigiam. Depois que o primeiro rascunho foi escrito entre agosto e novembro de 1991, os cineastas mudaram para a Hollywood Pictures na primavera de 1992. A filmagem ocorreu em São Francisco, o romance e o cenário principal do filme, em outubro de 1992 e depois na China em fevereiro de 1993. As filmagens terminou em março de 1993.
O filme foi exibido de forma privada em pré-estréias na primavera de 1993 e em festivais de cinema em agosto e setembro de 1993. Ele estreou em Los Angeles, Nova Iorque e São Francisco em 8 de setembro de 1993. Com o orçamento de US$ 10,5 milhões do filme, foi um sucesso moderado nas bilheterias, arrecadando US$ 32,9 milhões nos Estados Unidos. Recebeu reações críticas positivas, mas também críticas por seu retrato negativo de personagens masculinos asiático-americanos e asiáticos.
Em 2020, o filme foi selecionado para preservação no National Film Registry pela Biblioteca do Congresso como sendo "culturalmente, historicamente ou esteticamente significativo".

## Enredo
O Clube da Felicidade E da Sorte foi formado por quatro mulheres em São Francisco: Lindo Jong, Ying-Ying St. Clair, An-Mei Hsu e Suyuan Woo. Os membros jogaram principalmente mahjong e contaram histórias uns aos outros ao longo dos anos. Elas emigraram da China, seu país natal, casaram-se novamente e deram à luz filhos na América. A filha de Suyuan, June, a substituiu quando Suyuan morreu quatro meses antes do filme ser ambientado. As mães têm grandes esperanças no sucesso das filhas, mas as filhas lutam contra "ansiedades, sentimentos de inadequação e fracassos". Ao longo do filme, mães e filhas se unem aprendendo a se compreender e a superar seus conflitos.

## Elenco
Mães
- Kiều Chinh como Suyuan Woo
- Tsai Chin como  Lindo Jong
  - 4 anos: Ying Wu
  - 15 anos: Irene Ng
- France Nuyen como Ying-Ying St. Clair
  - 16 a 25 anos: Faye Yu
- Lisa Lu como An-Mei Hsu
  - 4 anos: Emmy Yu
  - 9 anos: Yi Ding

Filhas
- Ming-Na Wen como June Woo
  - 9 anos: Melanie Chang
- Tamlyn Tomita como Waverly Jong
  - 6–9 anos: Mai Vu
- Lauren Tom como Lena St. Clair
- Rosalind Chao como Rose Hsu Jordan

Outros personagens
- Michael Paul Chan como Harold, marido de Lena
- Andrew McCarthy como Ted Jordan
- Christopher Rich como Rich
- Russell Wong como Lin Xiao
- Vivian Wu como mãe de An-Mei
- Victor Wong como Velho Chong, o professor de piano
- Xi Meijuan como mãe de Lindo
- Hsu Ying Li como casamenteiro
- Diane Baker como Sra. Jordan
- Wu Tianming como Wu-Tsing
- Elizabeth Sung como segunda esposa
- Chao-Li Chi como pai de June
- Philip Moon como Ken, noivo de Lena

## Produção
Amy Tan e o vencedor do Oscar Ronald Bass escreveram a adaptação cinematográfica. Wayne Wang, que fez filmes anteriores sobre sino-americanos, como seu primeiro filme, Chan Is Missing, foi o diretor. Wang, Tan, Bass e Patrick Markey foram os produtores. Oliver Stone e Janet Yang foram os produtores executivos. O designer de produção foi Don Burt. Maysie Hoy foi a editora do filme.

Quando o romance, The Joy Luck Club, foi lançado em 1989, Wayne Wang abordou Amy Tan, a autora do romance, com a ideia de adaptar o romance que ele admirava para um filme. Wang e Tan ficaram preocupados em transformá-lo em um filme, e Wang estava quase relutante em fazer outro filme sobre sino-americanos desde Eat a Bowl of Tea porque os filmes anteriores de Wang não atraíram um grande público. Nenhum filme de Hollywood tinha um elenco totalmente asiático na época, e fazer um filme com protagonistas chineses era arriscado, especialmente porque os atores asiáticos não eram bem conhecidos do público americano. Ronald Bass, com quem Wang e Tan se uniram desde seu encontro no Hotel Bel-Air em janeiro de 1990, analisou o romance e descreveu como trazê-lo para a tela, sem "nenhum personagem principal". Como muitos estúdios acharam os "personagens e enredo do romance [...] muito internos e complexos" para serem adaptados em um filme, Bass adicionou duas mudanças adicionais sem alterar o enredo principal: a festa de despedida de June Woo como cenário da linha do tempo do filme e a narração em primeira pessoa, além de dublagens para comprimir a narrativa do filme.
Muitos executivos e produtores têm medo das dublagens porque dizem que isso distancia o público da ação. Eu me senti diferente. Isso permitiu que você entrasse no coração do narrador [e] entendesse seus sentimentos de uma forma que você nunca conseguiria fazer em um diálogo.

— Ronald 
Wayne Wang, Amy Tan e Ronald Bass se uniram à Ixtlan Corporation, incluindo seus funcionários, Oliver Stone e Janet Yang, que era vice-presidente da empresa e tinha profundo interesse no projeto. Antes do projeto, Stone e Wang discordavam entre si sobre suas próprias representações do povo chinês. Wang deu ao thriller de Stone, O Ano do Dragão, uma crítica negativa por retratar personagens chineses como "[mafiosos], gangsters e prostitutas". Stone respondeu chamando Dim Sum: A Little Bit of Heart de Wang de "chato" por sua falta de ação. Stone e Wang reconciliaram suas diferenças, permitindo-lhes trabalhar juntos e finalmente concordaram em produzir o filme juntos, juntamente com outros produtores.
A Carolco Pictures concordou inicialmente em apoiar o projeto na primavera de 1990, mas a empresa teve problemas fiscais e os cineastas recusaram o contrato no outono de 1990 por não receberem o nível de controle criativo que exigiam. Portanto, Tan, Wang e Bass delinearam o roteiro "em um formato narrativo" durante três dias em janeiro de 1991. Tan e Bass completaram o primeiro rascunho entre agosto e novembro de 1991. Quando eles retornaram a Ixtlan em março de 1992, Jeffrey Katzenberg, presidente do Walt Disney Studios, aprovou o projeto proposto por Stone e Yang, e deu-lhes total controle criativo. Na primavera de 1992, a Hollywood Pictures concordou em ajudar na produção e distribuição do filme.
Apesar de não ter experiência em cinema, "[Amy] Tan achou o processo não tão ruim quanto ela temia. Ela estava feliz porque colaborar significava discussões e que elas eram seguidas de tempo para escrever por conta própria." Janet Yang disse que embora vários estúdios estivessem interessados, a Disney "foi a única a avançar na linha". Os produtores ficaram surpresos, mas Yang sentiu, em retrospecto, que Joy Luck "se encaixa na agenda da Disney - arriscar em projetos de baixo orçamento que não dependem do poder das estrelas". Ela descreveu a Disney como sendo "menos prática do que o normal" por não estar familiarizada com o assunto.
No que diz respeito ao elenco, o diretor Wang preencheu 50 papéis falados para personagens femininos e 10 papéis para personagens masculinos. Ele teve que encontrar atrizes asiáticas que fossem visualmente distintas, apesar da falta de variação na cor do cabelo e nas características étnicas, e, além disso, teve que encontrar atrizes de diferentes idades, semelhantes em aparência às pessoas mais jovens ou mais velhas, já que diferentes partes do filme ocorrem em momentos diferentes períodos. Além disso, ele queria usar várias atrizes e atores que falassem mandarim, então esse aspecto limitava as opções de elenco. Um total de 15 atrizes interpretaram as personagens principais, sendo o grupo principal composto por oito.
As filmagens começaram em São Francisco em outubro de 1992 e depois na China em fevereiro de 1993. Amy Tan não participou do elenco, embora a mãe, as tias e a sobrinha de quatro anos de Tan fossem figurantes em o filme, bem como os pais de Janet Yang e a própria Tan brevemente. As filmagens foram concluídas em março de 1993. O orçamento do filme totalizou US$ 10,5–10,6 milhões.
Hsu Ying Li (1910–1993), que interpretou o casamenteiro no filme e trabalhou como consultor cultural no set, morreu em um acidente de carro em Oakland, Califórnia, em 28 de abril de 1993. Portanto, o filme é dedicado em sua memória nos créditos finais.

## Recepção

### Público e resposta crítica
As críticas ao The Joy Luck Club foram geralmente positivas. O filme tem uma classificação de 86% no Rotten Tomatoes com base em 83 críticas, incluindo 71 "frescas". O consenso do site afirma: "The Joy Luck Club traça a divisão geracional, desenterrando verdades universais enquanto explora vidas através das lentes de uma experiência cultural específica." CinemaScore informou que o público deu ao filme uma nota "A+". O crítico Gene Siskel destacou o roteiro e as performances, elogiando o filme por apresentar imagens de ásio-americanos fora do estreito leque de violinistas infantis e vencedores de concursos de ortografia, opinando que suas principais realizações foram a representação de como a brutalidade do a vida das mulheres na China poderia continuar a influenciar a vida das suas filhas americanas e a sua capacidade de permitir que o público se relacionasse com um grande grupo de sino-americanos como indivíduos. Siskel o escolheu como o sétimo dos dez melhores filmes de 1993, enquanto Roger Ebert o escolheu como o quinto de seus 10 melhores filmes de 1993.
Foi eleito um dos filmes favoritos de 1993 entre 1.297 leitores do The Arizona Daily Star, classificado em 14º lugar entre 253. No entanto, quando o filme estreou no Reino Unido, "alguns críticos britânicos acharam mais sentimental do que doce azedo." Foi um dos 400 filmes indicados em 1998 a serem listados como parte dos 100 anos...100 filmes da AFI, mas não conseguiu ser listado na lista de 1998 e na lista de 2007.
Ty Burr, da Entertainment Weekly, deu nota C+ e escreveu que o filme "cobre questões primordiais de abandono, infanticídio, amor maternal e respeito próprio, enche você de emoção [e] é extremamente fiel ao romance". Burr achou a história "exaustiva" e enfadonha, criticou o diálogo "terrivelmente careca e cheio de tagarelice de autoajuda" e considerou os personagens masculinos como "perfídias". No entanto, ele achou a atuação "generosa [e] inteligente" e escolheu o segmento de Rosalind Chao e Lisa Lu como "o único que parece genuinamente cinematográfico [ainda] tarde demais para salvar o filme".
David Denby, do The New Yorker, chamou o filme de "uma conquista excelente" e elogiou as "impressionantes habilidades visuais" do diretor. No entanto, Denby criticou a escrita do filme: "[Seu] tom é implacavelmente sério, seus significados são limitados ou fracamente inspiradores, e minhas emoções, em vez de crescer, permaneceram pequenas." Além disso, ele considerou os homens do filme como "caricaturas" e as tentativas das mães de "ensinar [às suas filhas] a lição de autoestima" como inadequadas e pretensiosas.
O crítico de cinema Emanuel Levy classificou o filme como B+, chamando-o de "um estudo emocionalmente comovente sobre a lacuna geracional - mas também a continuidade - entre as mães chinesas e suas filhas sino-americanas" e uma propaganda visualmente bem feita para a "diversidade cultural". No entanto, ele também o achou muito longo, com "muitas histórias e [...] flashbacks" e muito mainstream e amplo para ser um filme de arte, especialmente quando foi exibido em "festivais de cinema de prestígio". Matt Hinrichs do DVD Talk avaliou o filme com quatro estrelas e meia de cinco, comentando: "Apesar da natureza cultural e específica de gênero da história, [...] há muitos temas predominantes explorados aqui (como as filhas temem estar repetindo os erros das mães) que têm alcance e apelo universal."
O escritor do Harvard Crimson, Allen Soong, refletiu que "embora as mulheres neste filme sejam personagens totalmente desenvolvidos que são uma melhoria notável em relação à "exótica oriental" Cassandra de Quanto Mais Idiota Melhor, os personagens masculinos são apenas acréscimos à longa lista de negativos imagens de homens asiáticos em nossa cultura." Ele acrescentou que "os homens asiáticos no The Joy Luck Club , ... ou são dominadores e misóginos da pior maneira imaginável, ou são simplesmente ignorantes e indiferentes".

### Pré-lançamento e bilheteria
Em abril de 1993, Amy Tan assistiu à versão preliminar de The Joy Luck Club e elogiou-o como um filme emocionante. Posteriormente, foi exibido para um público maior em meados de maio, para um público ainda mais amplo algumas semanas depois, para a Associação de Jornalistas Asiático-Americanos na semana de 16 de agosto, no Festival de Cinema de Telluride no fim de semana do Dia do Trabalho e no Festival Internacional de Cinema de Toronto em meados de setembro. O filme estreou nos cinemas com lançamento limitado em Los Angeles, Nova Iorque e São Francisco em 8 de setembro de 1993. Ele se expandiu lentamente para várias centenas de cinemas em 1º de outubro em todo o país, incluindo Salt Lake City, Utah, e São Petersburgo, Flórida. Foi inaugurado em algumas outras cidades em 8 de outubro, como Austin, Texas. O filme arrecadou quase US$ 33 milhões nos Estados Unidos.

## Prêmios e indicações
| Associações                          | Categoria                                    | Nomeações                        | Resultado  |
| ------------------------------------ | -------------------------------------------- | -------------------------------- | ---------- |
| 48th BAFTA Awards                    | Melhor Roteiro Adaptado                      | Amy Tan, Ronald Bass             | Indicados  |
| 10th Casting Society of America      | Melhor elenco para longa-metragem, drama     | Risa Bramon Garcia, Heidi Levitt | Vencedores |
| National Board of Review Awards 1993 | Dez melhores filmes                          |                                  | Venceu     |
| USC Scripter Awards 1994             | Melhor adaptação cinematográfica de um livro | Amy Tan, Ronald Bass             | Indicados  |
| 46th Writers Guild of America Awards | Melhor Roteiro                               | Amy Tan, Ronald Bass             | Indicados  |
| 15th Young Artist Awards             | Melhor Atriz Menores de Dez                  | Melanie Chang                    | Indicada   |
| 15th Young Artist Awards             | Melhor Atriz Menores de Dez                  | Mai Vu                           | Indicada   |
| 15th Young Artist Awards             | Melhor Atriz Juvenil                         | Irene Ng                         | Indicada   |

## Música
A trilha sonora foi lançada pela Hollywood Records em 28 de setembro de 1993. Foi composta e produzida por Rachel Portman, co-orquestrada por Portman e John Neufeld, conduzida por J. A. C. Redford. Instrumentos chineses foram usados, assim como música ocidental. O site Filmtracks e Jason Ankeny do Allmusic deram à trilha sonora quatro estrelas de cinco. Filmtracks considerou as pistas musicais não tão "notáveis" quanto as "outras conquistas singulares de Portman em sua carreira", mas o site observou que o álbum inteiro "nunca se torna muito repetitivo para ser apreciado [,]", mesmo quando as pistas musicais carecem de diversidade entre si. As primeiras 14 faixas foram compostas por Rachel Portman. A 15ª e última faixa, "End Titles", foi composta por David Arnold, Marvin Hamlisch e Rachel Portman. A duração do álbum é de cerca de 44 minutos.

## Legado e possível sequência
Na época em que o filme foi lançado, previa-se que Hollywood começaria a desenvolver mais filmes em torno da experiência asiática, mas isso acabou não acontecendo. Flower Drum Song, lançado em 1961, foi o primeiro filme a apresentar um elenco majoritariamente asiático contando uma história asiático-americana contemporânea. The Joy Luck Club (1993) foi o segundo, um terço de século depois, o terceiro foi lançado um quarto de século depois, em 2018, Crazy Rich Asians, e o mais recente três anos depois com o filme de super-heróis da Marvel Shang-Chi e a Lenda dos Dez Anéis.
Na década de 1990 após o sucesso do filme a Disney Studios contatou Amy Tan para discutir a produção de seu segundo romance The Kitchen God's Wife, em um filme, um sucessor/sequência espiritual do primeiro; no entanto, as negociações fracassaram. No declínio do brilho de The Joy Luck Club, outras histórias asiático-americanas foram em sua maioria abatidas pelos estúdios após a breve corrida que se seguiu ao filme.
Em 2018, Ronald Bass, produtor do filme, revelou que uma sequência está em andamento, aguardando para ser adquirida por um estúdio ou emissora. Foram feitos um roteiro piloto de série de TV e um roteiro de longa-metragem. A intenção é reunir o elenco original para a sequência, transformando as mães do filme em avós e as filhas em mães, com as crianças Millennials, numa história de três gerações, acompanhando a evolução das famílias desde o filme original. O cenário seria 25 anos após a ambientação do filme. Em 2022, foi anunciado que a sequência estava em andamento e seria produzida pelo Hyde Park Entertainment Group e pelo produtor Jeff Kleeman.
Em 2020, o filme foi selecionado para preservação no National Film Registry dos Estados Unidos pelo Biblioteca do Congresso como sendo "culturalmente, historicamente ou esteticamente significativo".